# 西遊ABC
《西遊ABC》（英語：American Born Chinese）是一部美國奇幻動作喜劇電視劇，由游朝敏主創，改編自美籍華裔作家楊謹倫以自己的高中生活和《西遊記》為原型創作的同名漫畫系列。故事環繞一名華裔美籍青年王進（王班飾）的高中生活，並在認識轉校生孫維辰（劉敬飾）後意外捲入包括孫悟空（吳彥祖飾）和觀音娘娘（楊紫瓊飾）等眾神之間的戰鬥。
該劇於2023年5月24日在線上串流媒體平台Disney+首播，共八集，整體評價偏向正面，主要讚揚該劇對種族問題和文化差異的詮釋，且有評論形容該劇為Disney+的最佳作品之一。

## 劇情背景
在美國長大的華裔移民後代青年王進（Jin Wang）是一位平凡的高中生，喜歡足球和漫畫，正面對種族身份認同和未能適應高中生活等問題。在新學年開始不久，一名華裔青年孫維辰（Sun Wei-Chen）轉讀王的高中。由於孫並不在美國長大，他的行為舉止都與其他學生格格不入，亦令同為華裔的王非常尷尬。
然而，孫維辰的真實身份其實是齊天大聖孫悟空的兒子。由於仙鶴向孫報夢，要他尋找一位名叫王進的引路人，以取得象徵力量的「第四卷軸」對抗意圖謀反的牛魔王，因此他便偷走父親的金箍棒，並來到加利福尼亞州混入王進的學校，希望能獲得他的幫助。

## 演員

### 主演
- 王班 飾演 王進（Jin Wang）：父母為華裔移民的二代亞裔美國青年，於美國土生土長，面對著種族認同和不適應校園生活等問題，同時在孫維辰出現後意外捲入天宮的鬥爭中[6][7]。
- 楊雁雁 飾演 克莉絲汀·王（Christine Wang）：王進的母親[8]。
- 黃經漢 飾演 賽門·王（Simon Wang）：王進的父親[8]。
- 關繼威 飾演 佛萊迪·王／傑米·姚（Freddy Wang / Jamie Yao）：曾於1990年代飾演歧視性情境喜劇《蠢到沒藥醫》（Beyond Repair）的亞裔演員，現於大專任教古典喜劇[9]。
- 劉敬 飾演 孫維辰（Sun Wei-Chen）：孫悟空的兒子，為了搜尋第四卷軸而來到美國並成為王進的同學[6][8]。
- 席妮·泰勒（Sydney Taylor） 飾演 艾蜜莉亞（Amelia）：王進的同學和心儀對象[8]。
- 吳彥祖 飾演 孫悟空（Sun Wukong）：孫維辰的父親，輔佐玉皇大帝的一品大聖[8]。
- 楊紫瓊 飾演 觀音娘娘（Guanyin）：孫維辰的老師，後來到人間與他一同搜尋第四卷軸[8]。

### 常設
- 馬希·阿南（Mahi Alam） 飾演 安紐（Anuj）：王進的同學和好友，喜歡漫畫和角色扮演[10]。
- 史托尼·布萊登（英语：Stony Blyden） 飾演 安迪（Andy）：王進的足球隊隊友[11]。
- 大衛·布魯姆（David Bloom） 飾演 喬伊（Josh）：王進的足球隊隊友[11]。
- 賈斯汀·雅松貝克（Justin Jarzombek） 飾演 崔佛斯（Travis）：王進的足球隊隊友，與他不和[12]。
- 布萊恩·赫斯基（英语：Brian Huskey） 飾演 拉金斯老師（Mr. Larkins）：王進的生物學老師[12]。
- 拉里·貝茨（Larry Bates） 飾演 蓋瑞特教練（Coach Garrett）：足球隊教練[11]。
- 蘇菲·雷諾茲 飾演 露比（Ruby）：艾蜜莉亞的同學和好友[11]。
- 喬許·杜文德克（Josh Duvendeck） 飾演 丹尼／馬蒂·K·莫里斯（Danny / Marty K. Morris）：與傑米一同出演《無可修復》的白人演員[11]。
- 黎唯 飾演 豬八戒：孫悟空的手下[13]。
- 倫納德·吳 飾演 牛魔王（Niu Mowang）：曾是孫悟空的摯友，後因嫉妒而打算毀滅天宮[6][14]。
- 錢信伊 飾演 濟公（Ji Gong）：酗酒的僧人，曾被孫悟空戲弄而失去一品大聖之位，後來到人間尋找第四卷軸以拿回仙位[6][15][註 1]。

### 特別客串
- 姜晉安 飾演 中村蘇琪（Suzy Nakamura）：王進的同學，文化部部長[6][10]。
- 盧燕 飾演 楊妮（Ni Yang）：因退休而關閉中藥材店的老醫師[6]。
- 柳波 飾演 鐵扇公主（Princess Iron Fan）：牛魔王的妻子[6]。
- 吳漢章 飾演 玉皇大帝（Jade Emperor）：貪圖逸樂的天宮管治者[6]。
- 歐陽萬成 飾演 敖廣（Ao Guang）：原為小鯉魚，後成為一品大聖[6]。
- 許瑋倫 飾演 石磯娘娘（Shiji Niangniang）：石頭專家，觀音娘娘的好友，經營一家詐騙顧客的修飾店[6]。

## 集數
| 集數 | 標題                | 譯名         | 導演                         | 編劇                                     | 上線日期      |
| --- | ------------------- | ------------ | ---------------------------- | ---------------------------------------- | ------------- |
| 1 | What Guy Are You    | 何方神聖     | 德斯汀·丹尼爾·克雷頓         | 游朝敏 ＆ 游朝凱                         | 2023年5月24日 |
| 新學年開始，就讀十年級的王進試圖向心儀對象艾蜜莉亞展開追求。然而，班上卻來了一位轉校生孫維辰。孫時常黏着王，令王非常不自在，更在一次肢體碰撞中狼狽跌倒，被人拍下影片，放在TikTok上取笑。王認定拍片者是足球隊隊友崔佛斯，因此在選拔賽上攻擊對方，但卻導致自己錯失了入選機會。事後，他發現自己錯怪了崔佛斯，真正的拍片者是足球隊隊長格雷。同時，孫悟空闖入學校，並與孫維辰打了一架，揭示孫維辰的真實身份是孫悟空的兒子，早前因盜取了父親的如意金箍棒、試圖尋找失落的第四卷軸而離家出走。二人的對決被觀音娘娘阻止，觀音娘娘要孫悟空相信他的兒子，並將金箍棒交給孫維辰保管。 |                     |              |                              |                                          |               |
| 2 | A Monkey on a Quest | 猴子踏上征途 | 丁·泰伊（Dinh Thai）         | 瓦利·錢德拉塞卡蘭（Vali Chandrasekaran） | 2023年5月24日 |
| 觀音娘娘對外聲稱自己是孫維辰的姨媽，留在人間與他一同居住。王進發現文化會正將他被放上社交媒體取笑一事發酵，視為種族歧視和校園欺凌，並聲稱要為王爭取公道。孫出於好心而告訴文化會拍片者是格雷，格雷因此找上王，要他為自己說好話以換取足球隊席位。打算息事寧人的王於是在飯堂宣佈自己不願追究。同時，王的父親賽門在公司工作多年都沒有升職加薪，令妻子克莉絲汀不滿。他在猶疑要不要向老闆提出要求時意外發現原來老闆也是邦喬飛的歌迷。克莉絲汀因此認為賽門應該以此為契機，向即將退休的老闆爭取升職成為部門主管。最後，孫維辰在飯堂發現奉他父親之命埋伏在學校監視他的豬八戒，並在與他打鬥時意外被王撞見。 |                     |              |                              |                                          |               |
| 3 | Rockstar Status     | 聲名大噪     | 丹尼斯·劉（Dennis Liu）      | 沃倫·許·李奧納多（Warren Hsu Leonard）   | 2023年5月24日 |
| 孫維辰向王進坦白自己的身世，並揭示他來美國的目的是因為有仙鶴報夢，讓他來找一個名為王進的引路人。王進半信半疑，沒有立即答允孫請他幫忙尋找第四卷軸的要求。他隨後參加了足球隊的迎新派對，並要與其他新隊員接受一系列的任務，勝出者能贏得一對金釘鞋。克莉絲汀發現中藥材店即將倒閉，因此大手買入藥材，並與在教會認識的好友打算重新包裝轉售。牛魔王找上觀音娘娘，希望拉攏她加入反天宮的叛亂，但被觀音娘娘拒絕，並用照妖鏡將他打敗。王進的最終任務是要將學校的紀念銅像用廁紙包裹，幸好在孫的幫助下利用金箍棒完成任務，並贏得金釘鞋。興奮的王遂答應孫的請求。然而，在王離開後，牛魔王襲擊了孫，並將金箍棒偷走。憤怒的孫悟空這次不顧觀音娘娘的攔阻，執意帶兒子回家。                                                                              |                     |              |                              |                                          |               |
| 4 | Make a Splash       | 一炮而紅     | 張鵬（Peng Zhang）           | 亞倫·伊澤克（Aaron Izek）                | 2023年5月24日 |
| 王進翌日帶著金釘鞋回學校炫耀，卻發現孫維辰失了蹤。孫悟空打算懲罰兒子閉關思過二百年，但孫維辰反駁自己不希望成為父親那樣子，希望能走自己的路，令孫悟空想起自己的過去。他曾和好友牛魔王一同參加蟠桃會。他希望牛魔王能好好表現，以升任一品大聖。雖然牛魔王成功逗鐵扇公主開心，但卻無法引起眾神的興趣。孫悟空於是衝上台為好友抱打不平，批評眾神虛偽至極。然而，他的言論卻引起了一品大聖敖廣的注意，認為他直率誠實，遂讓他繼承自己的一品大聖之位。牛魔王卻亦因此懷恨在心，與孫絕交。最後，孫悟空同意讓兒子回到人間。 |                     |              |                              |                                          |               |
| 5 | Abracadabra         | 神乎其技     | 程愉（Johnson Cheng）        | 勞倫斯·戴（Lawrence Dai）                | 2023年5月24日 |
| 孫維辰回到人間後到王進家討論尋找第四卷軸的事，期間克莉絲汀向他展示了自己和賽門的祖傳玉墜。二人隨即去找博學多才的濟公，而濟公向孫揭示卷軸是收藏在兩個互相鬥爭的派系之間，只要雙方和平，卷軸就會出現。孫維辰聯想到克莉絲汀的玉墜，遂趕到王家，向賽門和克莉絲汀查詢關於玉墜的事。濟公尾隨著他，並訛稱是孫的叔叔，將賽門、克莉絲汀和克莉絲汀的朋友請到酒樓吃飯和唱卡拉OK。正在與艾蜜莉亞做專題研習的王進受到消息後立即趕去酒樓，但趕到時父母因賽門無法升職和克莉絲汀把儲蓄全部拿去投資中草藥而吵架，濟公亦乘機盜取二人的玉墜，但被孫及時發現和搶回。然而，他卻因不肯把玉墜還給王進而與他決裂。最後，在前幾集間中播放、具歧視性質的90年代肥皂劇《無可修復》（）中的亞裔演員傑米·姚諷刺地正在為人修理水管，被揭示他目前正在大專教授古典戲劇。 |                     |              |                              |                                          |               |
| 6 | Hot Stuff           | 箇中好手     | 劉玉玲                       | 吳凱毓                                   | 2023年5月24日 |
| 與王進吵架後心情低落的孫維辰獲觀音娘娘開解。隨後觀音去找好友石磯娘娘研究玉墜。艾蜜莉亞在王進生日當天為他舉行派對，並找上孫維辰讓他跟王進道歉，二人最終和好。然而，被牛魔王策反的濟公襲擊二人，而牛魔王和孫悟空也先後到場，眾人隨即展開決鬥。過程中，沙悟淨亦前來助陣，雖然成功擊敗濟公，但卻不敵牛魔王，受重傷的孫悟空更被牛魔王擄走。最後，傑米在下課後收到電話，邀請他與《無可修復》的眾演員重聚。 |                     |              |                              |                                          |               |
| 7 | Beyond Repair       | 無藥可救     | 艾琳·奧馬利（Erin O'Malley） | 拉娜·趙（Lana Cho）                      | 2023年5月24日 |
| 傑米在電視節目上與《無可修復》的班底重聚，並發表了一段針對他曾經飾演歧視性角色的言論，他認為該角色是個英雄。觀音娘娘告訴孫維辰和王進玉墜並非第四卷軸，孫維辰因此認為自己已經不需要王進，讓他遠離自己免受波及。王發現自己的父母有離婚跡象，但二人去到學校見家長時，因兒子被誤會和誣捏而與校長據理力爭，最終也修補了關係。孫維辰前往營救父親，但因遲遲不肯交出玉墜，令牛魔王猜到玉墜並非第四卷軸。酒醒的濟公看到牛魔王打算將無辜的孫維辰殺死而出手制止，但不敵憤怒的牛魔王，最後只能帶著孫維辰逃跑。 |                     |              |                              |                                          |               |
| 8 | The Fourth Scroll   | 第四卷軸     | 德斯汀·丹尼爾·克雷頓         | 游朝敏                                   | 2023年5月24日 |
| 觀音娘娘向王進報夢，警告他牛魔王將要毀滅世界。於是他找上安紐幫忙，並與猴子型態的孫維辰會合。他們推斷牛魔王將會執行與漫畫劇情類似的計劃，在足球場上釋放金箍棒的力量。因此，他們前往正在舉行校際比賽的足球場，期間艾蜜莉亞找上王進，二人互相表白並確立關係。賽門和克莉絲汀在尋找遺失的玉墜時發現了孫悟空，並救下了他。隨後，王與安紐進行假裝成特備節目的角色扮演，不斷說著牛魔王的壞話，成功引誘惱羞成怒的牛魔王現身。孫悟空也來到球場，與牛魔王對決。最後，王進發現自己其實就是第四卷軸，因此挺身而出，成功擊敗牛魔王，保護世界。然而，王回家後發現父母失蹤，鐵扇公主隨即出現並告訴他若果想父母活命就跟她離開。 |                     |              |                              |                                          |               |

## 製作

### 開發
楊謹倫創作的漫畫《美生中國人》中的角色是改編自中國古典小說《西遊記》，《西遊ABC》主創游朝敏形容漫畫出現的《西遊記》角色如同漫威電影宇宙和迪士尼公主等其他迪士尼人物一樣經典。而原作漫畫劇情則是取自楊謹倫於90年代在美國長大時的自身經歷。《美生中國人》在2006年初出版時被視為美籍華人文學的代表作，尤其對千禧世代影響深遠。楊在2007年首次與荷里活片商洽談，但他發現片商只是希望趁2008年北京奧運的熱潮推出一些與「中國」或「中國人」有關的作品，因此他果斷拒絕合作。隨後的數年亦有不少片商聯絡楊，有意將《美生中國人》搬上大銀幕，但楊認為社會仍需經歷重大改變才能容納以亞裔美國人為主角的作品。一直至楊認識了《菜鳥新移民》的製作人馬勁騰，又在他的介紹下認識了編劇游朝敏，他才改變想法。游起初亦認為要將漫畫改編成影視作品並不容易，但他有不少想法和點子來豐富故事劇情和更好的代表年輕一代的亞裔美國人 。
2021年10月4日，Disney+宣佈取得《美生中國人》的版權，將會翻拍成電視劇，由德斯汀·丹尼爾·克雷頓執導，台裔美籍兄弟游朝凱和游朝敏編劇。2022年4月28日，美籍亞裔時裝設計師普拉巴·高隆和林能平宣佈加入劇組，與道具設計師喬伊·克雷頓（Joy Cretton）合作設計該劇的服裝。同年5月，劉玉玲在Instagram上宣佈她將會執導該劇的部份集數。馬勁騰、游朝敏和楊謹倫亦同時出任執行製作人。

### 選角
2022年2月，楊紫瓊、王班、楊雁雁、黃經漢、吳彥祖、關繼威、劉敬和席妮·泰勒宣佈出演主要角色。同年5月，許瑋倫宣佈加入演員陣容，將飾演石磯娘娘。同年6月，柳波亦宣佈出演電影。餘下的常設演員於2023年3月公佈。
《西遊ABC》起用了2022年電影《媽的多重宇宙》的班底，當中包括楊紫瓊、關繼威、許瑋倫、吳漢章和黎唯（Brian Le）五名幕前演員。該劇的主體拍攝在《媽的多重宇宙》上映前已經開始。飾演觀音娘娘的楊紫瓊由此前曾在《尚氣與十環幫傳奇》合作的導演德斯汀·丹尼爾·克雷頓親自邀請加入劇組。而飾演佛萊迪·王的關繼威則與馬勁騰相識多年，並由馬邀請他加入劇組。關起初不打算接拍，他向劇組表示他的角色正是大眾不想在2023年的影視作品中看到的演繹。但當他從劇組了解更多關於佛萊迪·王這個角色後改變主意，他認為觀眾能夠透過他的演繹去了解佛萊迪·王的心路歷程和面對的困難，同時亦能展現過往影視媒體對亞裔的刻板印象和對王進等年輕一代的影響。

### 拍攝
該劇的主體拍攝工作於2022年2月8日在洛杉磯開始，並在同年7月6日煞科。該劇主要在加利福尼亞州洛杉磯縣取景，當中包括洛杉磯郡藝術博物館、格里斐斯公園、拉布雷亞瀝青坑、洛杉磯動物園、洛杉磯縣自然歷史博物館和洛杉磯郡植物園等地標。而餘下場景則在阿爾塔迪納拍攝。

## 發行
《西遊ABC》於2023年3月15日在西南偏南上首映，首兩集於德薩斯州奧斯汀的派拉蒙劇院播映，其中王班、黃經漢、吳彥祖、席妮·泰勒、馬勁騰、游朝敏和楊謹倫有出席首映禮。該劇於同年5月24日在串流平台Disney+上正式公映。

## 評價與反響

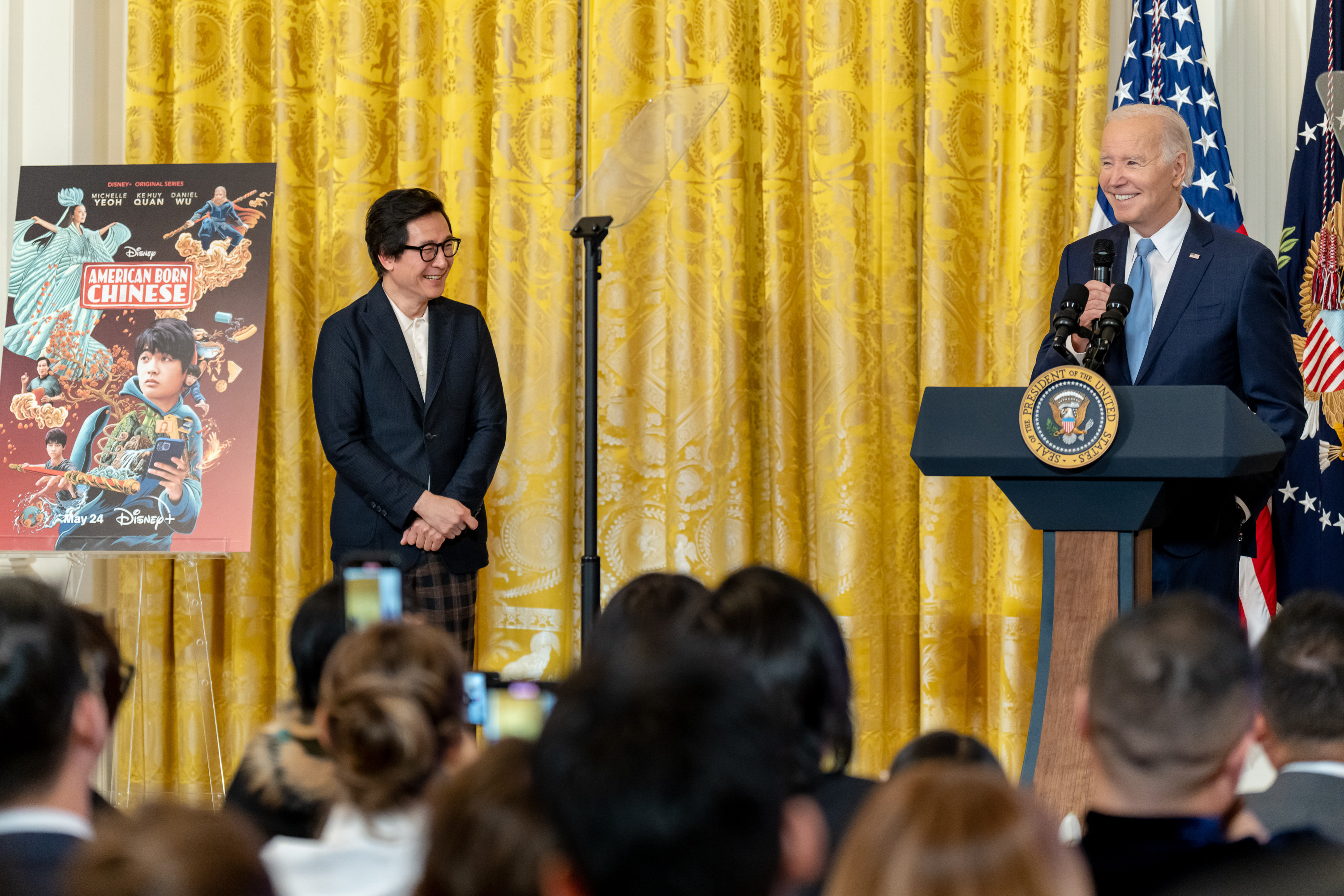
關繼威（左）和美國總統喬·拜登在亞裔美國人和太平洋島民傳統月期間出席於白宮東廂進行的《西遊ABC》試映禮（2023年5月）

《西遊ABC》的評價偏向正面。爛蕃茄根據37條評論，持有95%的新鮮度，平均得分為7.5／10。該網站的普遍評價為「《西遊ABC》充滿具創意的動作設計，並由令人喜愛的演員詮釋。該劇從中國神話中提取了具史詩感的元素，同時講述了一個讓觀眾切身代入的現代故事」。Metacritic則根據26則評論，給予72／100的分數，評價屬「總體好評」。
《今日美國》的凱莉·勞勒（Kelly Lawler）形容該作為「可愛且充滿迪士尼風格的超自然青少年劇」，並讚揚該劇的定位，既比迪士尼頻道的劇集有更多資源和深度，同時又比CW電視網更家庭向，因此她認為Disney+應該製作更多類似定位的劇集。《娛樂週刊》的克里斯汀·鮑德溫（Kristen Baldwin）則給予該劇A-，形容該劇「吸引地將暖心且貼合現實的幽默和熱血的動作場面混合」。《Polygon》的蘇珊娜·波羅（Susana Polo）讚揚該劇保留了原著圖像小說的精髓，同時出色地將劇情改編成另一種媒介和更適合年輕現代觀眾，形容該劇為「精巧、摩登、嚴肅和有趣」。然而，《紐約時報》的邁克·海爾（Mike Hale）認為該劇的氛圍雖然輕鬆，但沒有令人想追看的意欲。《Collider》的埃里克·馬索托（Erick Massoto）則批評該劇浪費了優秀的演出陣容，而部份角色也缺乏刻劃，僅為劇情服務。
同時，該劇在台灣引起熱議。有別於原作，孫維辰在第一集中自我介绍提起他是来自台湾的交换学生，部份媒體還報道指他在劇中被設定成中國人。然而在漫畫原作中有提到孫維辰是來自台灣，飾演孫的演員劉敬亦是台灣人。此改動引來部份台灣觀眾批評，認為劇組是試圖在國際媒體上抹殺台灣的存在，迪士尼也被批評是為了迎合中國大陸市場而故意作此修改。

### 獎項與提名

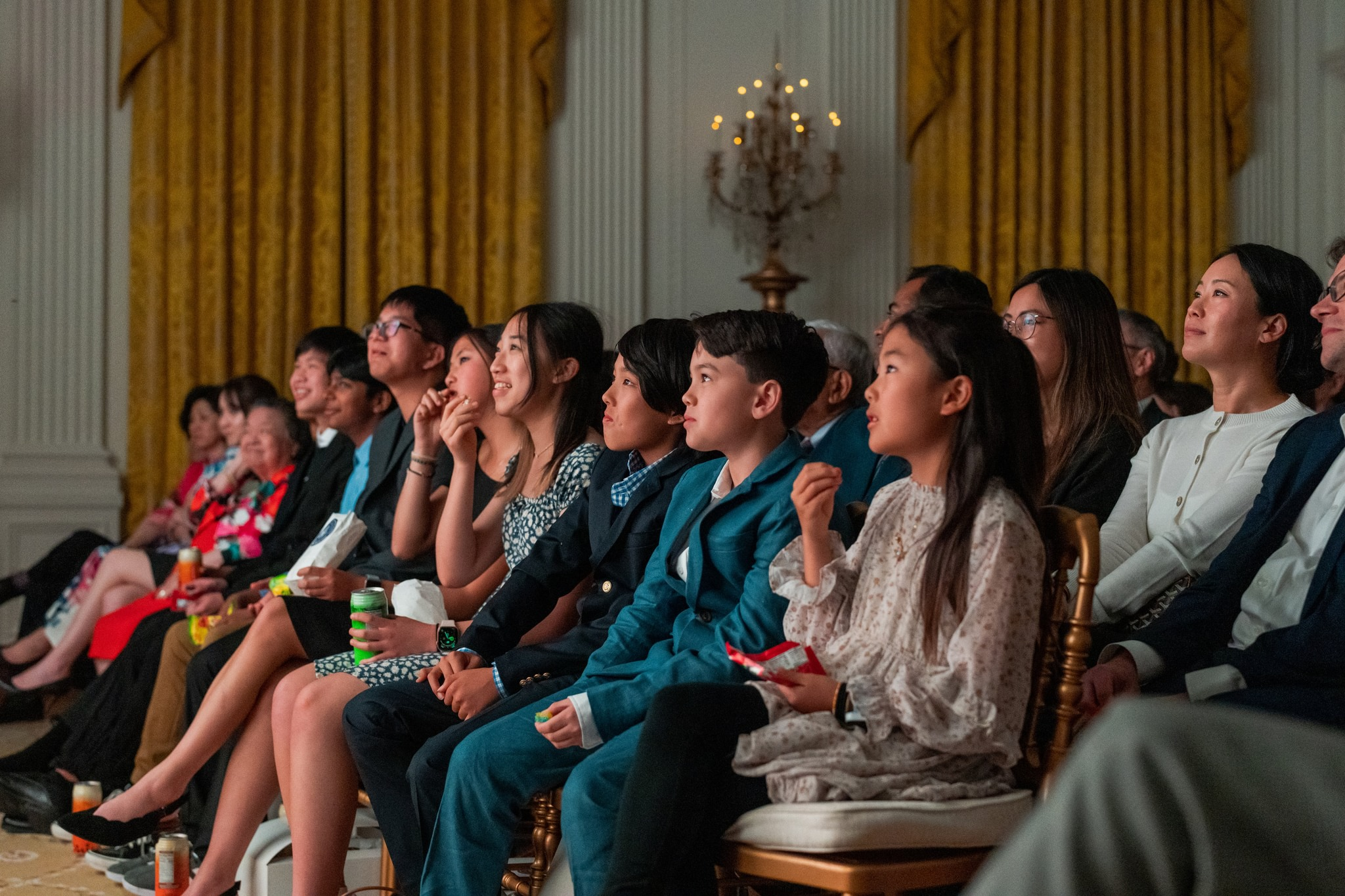
亞裔美籍觀眾出席在白宮舉行的《西遊ABC》試映禮（2023年5月）

| 年份 | 獎項                            | 類別                   | 提名者 | 結果 | 參     |
| ---- | ------------------------------- | ---------------------- | ------ | ---- | ------ |
| 2023 | 第39屆電視評論家協會獎          | 最佳家庭電視節目       | 不適用 | 待定 | [ 49 ] |
| 2023 | 第3屆好萊塢影評人協會獎         | 最佳串流喜劇劇集男配角 | 關繼威 | 待定 | [ 50 ] |
| 2023 | 第3屆好萊塢影評人協會獎         | 最佳串流喜劇劇集女配角 | 楊雁雁 | 待定 | [ 50 ] |
| 2023 | 第1屆好萊塢影評人協會創意藝術獎 | 最佳喜劇劇集選角       | 不適用 | 待定 | [ 50 ] |

## 註腳
1. ↑  錢信伊雖被列作特別客串，但他飾演的角色濟公為系列常設[16]。

## 外部連結
- 互联网电影数据库（IMDb）上《西遊ABC》的资料（英文）
- 在Disney+上觀看《西遊ABC》